# 로두르

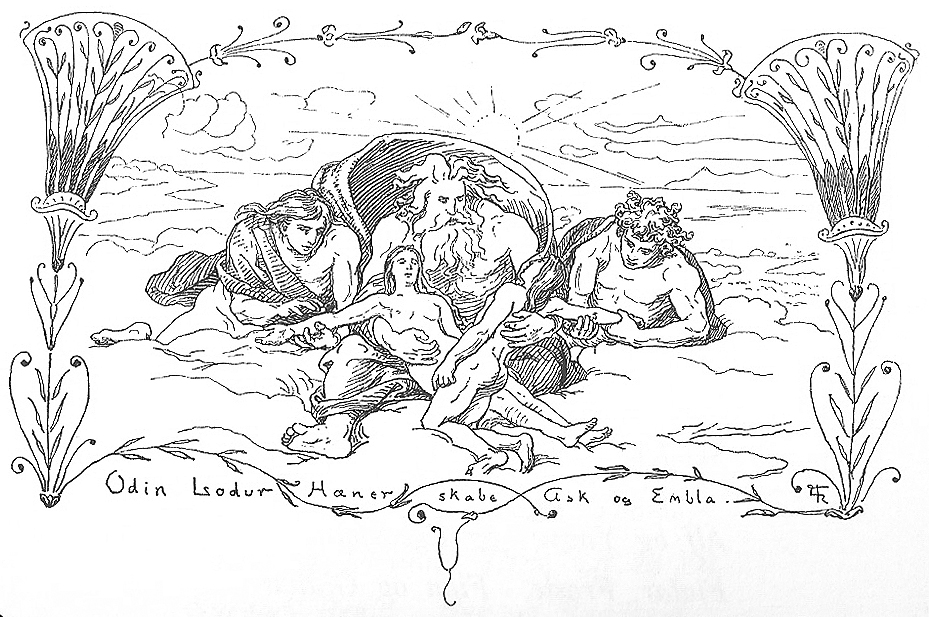
아스크와 엠블라를 창조하는 회니르, 오딘, 로두르

로두르(고대 노르드어: Lóðurr)는 노르드 신화의 신이다. 〈무녀의 예언〉 제17 ~ 18절에 보면 오딘, 회니르와 함께 세계 최초의 인간인 아스크와 엠블라를 만들었다고 하는데 그것 외에는 거의 등장과 언급이 없다. 빌리와 베이, 로키, 프레이와 동일시되기도 하지만 정설은 없다.